# Бирсешть (Вранча)
Бирсешть, Бирсешті (рум. Bârsești) — село у повіті Вранча в Румунії. Входить до складу комуни Бирсешть.
Село розташоване на відстані 171 км на північ від Бухареста, 42 км на північний захід від Фокшан, 113 км на північний захід від Галаца, 92 км на схід від Брашова.

## Населення
За даними перепису населення 2002 року у селі проживали 1026 осіб, з них 1022 особи (99,6%) румунів. Рідною мовою 1022 особи (99,6%) назвали румунську.